# رایان تولسون
رایان تولسون (انگلیسی: Ryan Toolson؛ زادهٔ ۲۱ مارس ۱۹۸۵) بازیکن بسکتبال اهل ایالات متحده آمریکا است.